# Лалёф
Лалёф (фр. Laloeuf) — коммуна во французском департаменте Мёрт и Мозель региона Лотарингия. Относится к кантону Везелиз.

## География
Лалёф расположен в 29 км к юго-востоку от Нанси в исторической области Сентуа. Соседние коммуны: Этреваль на юго-востоке, Торе-Лиоте и Доммари-Эльмон на юге, Желокур и Баттиньи на юго-западе.

## Демография
Население коммуны на 2010 год составляло 304 человека.
| 1962 | 1968 | 1975 | 1982 | 1990 | 1999 | 2010 |
| ---- | ---- | ---- | ---- | ---- | ---- | ---- |
| 253  | 229  | 185  | 180  | 207  | 233  | 304  |